# Гришин, Виктор Иванович (военачальник)
Ви́ктор Ива́нович Гри́шин (16 ноября 1936, Борисов, Белорусская ССР, СССР — 22 мая 2018, Смоленск, Россия) — советский и российский военачальник, генерал-полковник (1987).

## Биография
Виктор Иванович Гришин родился в семье бывшего политрука эскадрона Первой Конной Армии С. М. Будённого.
В 1954 году окончил Новгородскую среднюю школу № 2. 30 сентября того же года Новгородским ГВК призван в Советскую армию. Поступил и успешно окончил в 1957 году Саратовское танковое училище с присвоением первичного офицерского звания «лейтенант». Командовал взводом, ротой в 34-м учебном танковом батальоне 6-й гвардейской мотострелковой дивизии 20-й гвардейской армии (ГСВГ). В 1961—1966 годах учился в Военной академии бронетанковых войск. После её окончания служил в частях, соединениях, объединениях различных военных округов Вооружённых Сил СССР, занимал ответственные командные должности. Из 38 лет службы 18 лет на Дальнем Востоке и в Забайкалье.
В 1966—1970 годах командовал танковым батальоном, затем был заместителем командира танкового полка, в 1971—1973 годах — командир 684-го мотострелкового полка 192-й мотострелковой дивизии Дальневосточного военного округа, чуть больше года был заместителем командира этой дивизии, а в 1974—1976 годах командовал 192-й мсд. В 1976—1978 годах учился в Военной академии Генерального штаба ВС СССР, получил второе высшее военное образование. В 1976 году ему было присвоено звание генерал-майора.
В 1978—1979 годах В. И. Гришин — первый заместитель командующего — член Военного совета 39-й армии (расквартирована в МНР), с 09.1979 года по 11.1984 года — командующий 29-й общевойсковой армией Забайкальского военного округа (Бурятия). 16 декабря 1982 года ему было присвоено звание генерал-лейтенанта. В 1984—1987 годах — первый заместитель командующего войсками Прибалтийского военного округа, в 1987—1989 годах — командующий войсками Прибалтийского военного округа. В 1987 году ему присвоено звание генерал-полковника. В конце 1980-х — начале 1990-х годов находился в распоряжении главнокомандующего Объединёнными Вооружёнными силами стран — участниц Варшавского договора при Президенте Польши В. Ярузельском.
В 1991—1992 годах был Первым заместителем Главнокомандующего войсками Западного стратегического направления. Уволен из армии в октябре 1992 года.
За время службы избирался в советы — от городского до Верховного СССР.
В последнее время являлся председателем Смоленской областной общественной организации «Общероссийская организация ветеранов войны и военной службы», член Президиума.
Был президентом Смоленского регионального отделения Общественного Благотворительного фонда инвалидов, Героев Советского Союза и Героев Отечества «Золотая Звезда».
Скончался 22 мая 2018 года. Похоронен на Петровском кладбище в деревне Старые Батеки Смоленского района Смоленской области.

## Награды
- Орден Красной Звезды
- Орден «За службу Родине в Вооружённых Силах СССР» II степени
- Орден «За службу Родине в Вооружённых Силах СССР» III степени
- 30 медалей СССР и иностранных государств.